# Радвань-над-Дунаєм
Радвань-над-Дунаєм (словац. Radvaň nad Dunajom) — село в окрузі Комарно Нітранського краю Словаччини. Площа села 15,76 км². Станом на 31 грудня 2015 року в селі проживав 701 житель.
Етнічний склад:
- угорці-91,46 %
- словаки-7,99 %
- чехи-0,41 %
- поляки-0,14 %

## Історія
Перші згадки про село датуються 1267 роком.

## Населення
| Рік:            | 1994. | 2004.   | 2014.   | 2024.   |
| --------------- | ----- | ------- | ------- | ------- |
| Кількість осіб: | 749   | 747     | 709     | 710     |
| Різниця:        |       | -0,26 % | -5,08 % | +0,14 % |

| Рік:            | 2023. | 2024.   |
| --------------- | ----- | ------- |
| Кількість осіб: | 708   | 710     |
| Різниця:        |       | +0,28 % |